# Joseph Wang Yu-jung
Joseph Wang Yu-jung (chiń. 王愈榮; pinyin Wáng Yùróng; ur. 27 kwietnia 1931 w Szanghaju, zm. 18 stycznia 2018 w Taizhongu) – tajwański duchowny katolicki, biskup pomocniczy Tajpej w latach 1975–1986, biskup diecezjalny Taizhong w okresie 1986–2007.

## Życiorys
Święcenia kapłańskie otrzymał 24 grudnia 1955.
1 lipca 1975 papież Paweł VI mianował go biskupem pomocniczym Tajpej, ze stolicą tytularną Árd Sratha. 22 lipca tego samego roku z rąk kardynała Agnelo Rossi przyjął sakrę biskupią. 25 czerwca 1986 mianowany biskupem diecezjalnym diecezji Taizhong. 25 czerwca 2007, ze względu na wiek, złożył rezygnację z zajmowanej funkcji na ręce papieża Benedykta XVI.
Joseph Wang był przewodniczącym Katolickiego Uniwersytetu Fu Jen w latach 2008-2009.
Zmarł 18 stycznia 2018.